# Podkowiastogłowe
Podkowiastogłowe (Cephalocarida) – monotypowa gromada morskich stawonogów, tradycyjnie zaliczana do skorupiaków, obejmująca tylko jeden rząd: Brachypoda z tylko jedną rodziną Hutchinsoniellidae. Należy doń 12 opisanych gatunków. Odkryta została w 1955 roku. Pierwszy przedstawiciel gromady znaleziony został u wybrzeży Ameryki Północnej.

## Opis
Żyją zagrzebane w osadach na dnie mórz, znajdowane do głębokości 1550 metrów. Długość ciała 2-4 mm. Są ślepe. Nazwa pochodzi od kształtu głowy. Czułki skrócone. Tułów złożony z 8 segmentów, na 7 pierwszych prymitywnych dwugałęzistych odnóży, podobnych budową do szczęk II pary. Odwłok zbudowany z 11 segmentów pozbawionych odnóży, zakończony długimi widełkami. Obojnaki (hermafrodyty) - wyjątek wśród wolnożyjących skorupiaków.

## Systematyka i filogeneza
Takson ten wprowadzony został w 1955 roku przez Howarda L. Sandersa, początkowo z rangą podgromady. Obecnie klasyfikuje się w randze gromady. Tradycyjnie umieszcza się je w podtypie skorupiaków, jednak jest on współcześnie uważany za takson parafiletyczny i zastępowany kladem Pancrustacea, wewnątrz którego zagnieżdżają się sześcionogi. Pozycja podkowiastogłowych na drzewie rodowym Pancrustacea jest w wynikach współczesnych molekularnych i molekularno-morfologicznych analiz filogenetycznych różna. Według wyników Regiera i innych z 2005 roku oraz Regiera i innych z 2010 roku tworzą z siostrzanymi łopatonogami klad Xenocarida. Według wyników Oakleya i innych z 2013 zajmują pozycję siostrzaną do skrzelonogów, tworząc z nimi klad siostrzany dla Labiocarida. W wynikach Rota-Stabelliego z 2013 zajęły pozycję bazalną w grupie obejmującej też pancerzowce, Thecostraca i Tantulocarida. Według analiz Schwentnera i innych z 2017 oraz Lozano-Fernandeza i innych z 2019 zajmują pozycję bazalną wśród Allotriocarida, stanowiąc grupę siostrzaną dla kladu obejmującego skrzelonogi i Labiocarida, nazwanego w drugiej z tych prac Athalassocarida.
Gromada podkowiastogłowych obejmuje rząd Brachypoda z rodziną Hutchinsoniellidae, do której zaliczane są rodzaje:
- Chiltoniella(inne języki) Knox & Fenwick, 1977
- Hampsonellus(inne języki) Hessler & Wakabara, 2000
- Hutchinsoniella(inne języki) Sanders, 1955
- Lightiella(inne języki) Jones, 1961
- Sandersiella(inne języki) Shiino, 1965